# Redmi 10A
Redmi 10A — смартфон початкового рівня суббренду Redmi китайського виробника Xiaomi. Був представлений 28 березня 2022 року. Головними відмінностями від Redmi 9A стали дизайн задньої панелі, подвійна камера в глобальної версії та сканер відбитків пальців. Також 27 липня того ж року в Індії був представлений Redmi 10A Sport, який був доступний тільки в конфігурації 6/128 ГБ.

## Дизайн
Екран виконаний зі скла, а корпус — з пластику. Смартфони використовують корпус від Redmi 9C, але зі зміненою текстурою та чорною областю як у Redmi 10C, що поєднує острівець камери зі сканером відбитків пальців.
Знизу розміщені роз'єм microUSB, динамік та мікрофон, зверху — 3,5 мм аудіороз'єм, зліва — лоток зі слотами під 2 SIM-картки і карту пам'яті формату microSD до 512 ГБ, а справа — гойдалка регулювання гучності та кнопка блокування.
Смартфони продавалися в наступних кольорах:
| Колір | Redmi 10A     | Redmi 10A (Індія)/10A Sport |
| Колір | Назва         | Назва                       |
| ----- | ------------- | --------------------------- |
|       | Graphite Gray | Charcoal Black              |
|       | Chrome Silver | Slate Grey                  |
|       | Sky Blue      | Sea Blue                    |

## Технічні характеристики

### Платформа
Пристрої отримали процесор MediaTek Helio G25 з графічним процесором PowerVR GE8320. Redmi 10A продавався в конфігураціях 2/32, 3/32, 3/64, 4/64, 4/128 та 6/128 ГБ, а Redmi 10A Sport — тільки 6/128 ГБ.
Акумуляторна батарея має об'єм 5000 мА·год.
Дисплей IPS LCD, 6,53", HD+ (1600 × 720) зі співвідношенням сторін 20:9, щільністю пікселів 269 ppi та краплеподібним вирізом під фронтальну камеру.
Глобальна версія Redmi 10A отримала основну подвійну камеру із ширококутним об'єктивом на 13 Мп з діафрагмою f/2.2 та фазовим автофокусом і сенсором глибини на 2 Мп з діафрагмою f/2.4. Китайська й індійська версії Redmi 10A та Redmi 10A Sport не мають сенсора глибини. Фронтальна камера отримала роздільну здатність 5 Мп і діафрагму f/2.2. Основна і фронтальна камери вміють записувати відео в роздільній здатності 1080p@30fps.

### Програмне забезпечення
Смартфони були випущені з MIUI 12.5 на базі Android 11.